# Ella Mountbatten
Ella Mountbatten wł. Ella Louise Georgina Mountbatten (ur. 20 marca 1996) – brytyjska arystokratka, najstarsza córka lorda Ivara Mountbattena i Penelope Thompson, krewna księcia Filipa i królowej Elżbiety II. Jako prapraprawnuczka królowej Wiktorii zajmuje 644. miejsce w sukcesji do tronu brytyjskiego.

## Życiorys
Ella Mountbatten urodziła się w 1996. Ukończyła żeńską szkołę w Sherborne w hrabstwie Dorset, mieszkając przez cały okres nauki w internacie. W marcu 2015 zadebiutowała publicznie na balu w Paryżu. W tym samym roku rozpoczęła studia psychologiczne na Bristol University.
Dziewczyna angażuje się również w działalność charytatywną. W 2014 odbyła wraz z koleżanką 6-tygodniową podróż po Indiach. W jej trakcie pomagała dzieciom ze slumsów w nauce i edukowała je w zakresie bezpieczeństwa i higieny.
Lady Ella pozostaje panną i jest bezdzietna.
Jej ojcem chrzestnym jest książę Edward, hrabia Wesseksu, który od wielu lat przyjaźni się z jej ojcem - lordem Ivarem. Jako daleka krewna królewska bardzo rzadko uczestniczy w uroczystościach rodzinnych i państwowych. W 2005 pojawiła się na balkonie pałacu Buckingham podczas święta Trooping the Colour.